# Tim Stützle
Tim Stützle, född 15 januari 2002 i Viersen, är en tysk professionell ishockeyforward som spelar för Ottawa Senators i National Hockey League (NHL).
Han har tidigare spelat för Adler Mannheim i Deutsche Eishockey Liga (DEL).
Stützle draftades av Ottawa Senators i första rundan i 2020 års draft som tredje spelare totalt.

## Statistik
| 2019–2020  | Adler Mannheim  | DEL        | 41  | 7  | 27  | 34  | 12  | — | — | — | — | — |
| 2020–2021  | Ottawa Senators | NHL        | 53  | 12 | 17  | 29  | 14  | — | — | — | — | — |
| 2021–2022  | Ottawa Senators | NHL        | 79  | 22 | 36  | 58  | 37  | — | — | — | — | — |
| 2022–2023  | Ottawa Senators | NHL        | 78  | 39 | 51  | 90  | 54  | — | — | — | — | — |
| NHL totalt | NHL totalt      | NHL totalt | 210 | 73 | 104 | 177 | 105 | — | — | — | — | — |

### Internationellt
| Källa: Uppdaterad: 2022-05-18 | Källa: Uppdaterad: 2022-05-18 | Källa: Uppdaterad: 2022-05-18 |         | Utv = Utvisningsminuter | Utv = Utvisningsminuter | Utv = Utvisningsminuter | Utv = Utvisningsminuter | Utv = Utvisningsminuter |
| År                            | Lag                           | Mästerskap                    | Matcher | Mål                     | Assists                 | Poäng                   | Utv                     |                         |
| ----------------------------- | ----------------------------- | ----------------------------- | ------- | ----------------------- | ----------------------- | ----------------------- | ----------------------- | ----------------------- |
| 2018                          | Tyskland                      | U18-VM (D1)                   | 5       | 1                       | 3                       | 4                       | 2                       |                         |
| 2019                          | Tyskland                      | U18-VM (D1)                   | 5       | 2                       | 7                       | 9                       | 12                      |                         |
| 2020                          | Tyskland                      | JVM                           | 5       | 0                       | 5                       | 5                       | 12                      |                         |
| 2021                          | Tyskland                      | JVM                           | 5       | 5                       | 5                       | 10                      | 8                       |                         |
| 2022                          | Tyskland                      | VM                            | 3       | 0                       | 2                       | 2                       | 4                       |                         |
| Junior totalt                 | Junior totalt                 | Junior totalt                 | 20      | 8                       | 20                      | 28                      | 24                      |                         |
| Senior totalt                 | Senior totalt                 | Senior totalt                 | 3       | 0                       | 2                       | 2                       | 4                       |                         |